# 대한민국-리비아 관계
대한민국과 리비아는 1978년에 영사 관계를, 1981년에 수교하였으며, 대사급 관계를 수립하였다. 대사관 설치 이전에는 대한민국은 트리폴리에 코트라 사무소를 1974년부터 설치하여 운영 중이었다. 리비아는 북한과 1974년에 수교하였으며, 리비아가 남한과 수교하려는 움직임에 신경질적으로 반응하였다. 수교 이후 한국은 리비아와 인적 교류를 시작하였으며, 공적개발원조를 지원하기도 하였다. 그 외에도 리비아의 토목 및 건설 사업에 다양한 한국 기업들이 참여하였다. 두 국가는 유럽 안보 협력 기구의 지역 협력 동반자 국가이기도 하다. 리비아 내전이 한창이던 시절, 대한민국 정부는 아시아에서 리비아 과도위원회를 처음으로 승인한 나라였다. 리비아 내전이 공식적으로 종식되면서, 한국은 리비아 재건 사업에 참여하고 있다.

## 관계
- 1981년 수교

## 같이 보기
- 리비아의 재외공관 목록
- 대한민국의 대외 관계
- 대한민국 주재 외국공관 목록
- 대한민국의 재외공관 목록